# Ilia nucleus
Ilia nucleus is een krabbensoort uit de familie Leucosiidae. De wetenschappelijke naam werd gepubliceerd in 1758 door Carl Linnaeus in de tiende editie van Systema naturae.